# Ушат новокаледонски гекон
Ушатият новокаледонски гекон (Rhacodactylus auriculatus) е гекон, срещащ се в южните покрайнини на остров Нова Каледония. Хабитатът му е заплашен от обезлесяване, което вероятно ще доведе до въвеждането на ограничения върху износа му според Вашингтонската конвенция.

## Външен вид
Отстрани на главата си геконът има специфични изпъкналости, приличащи на уши или малки рогца. От там произлиза и името му. Тялото му завършва с тънка хватателна опашка, която може да се възстанови в случай, че животното я загуби. При излюпването си ушатият новокаледонски гекон е дълъг едва около 2,5 cm и тежи 3 g. Средно достига максимални размери от 20 – 23 cm (от върха на носа до основата на опашката) и тегло 60 – 70 g.
Ушатият новокаледонски гекон се среща в най-различни окраски: сиво, кафяво, бяло, жълто, оранжево червено. Тялото му също е покрито с разноцветни ивици, често в цветове, различни от основния. Много собственици развъждат животните в плен с цел постигането на точно определен цвят или шарка.

## Поведение в плен
Ушатият новокаледонски гекон е подходящ за отглеждане в терариум. Екземплярите държани в плен приемат жива харана като щурци и брашнени червеи. Характерна е и консумацията на плодови пюрета, плодове и храна на прах (смесена с вода). Препоръчително е мъжките да се държат сами или като част от размножителни двойки или тройки с женски. При наличието на повече от един мъжки често се стига до сблъсъци между двата и до различни форми на канибализъм.